# Ставки (Горловский городской совет)
Ставки (укр. Ставки) — посёлок в Горловский городской совет Донецкой области Украины. Под контролем самопровозглашённой Донецкой Народной Республики.

## География
В Донецкой области имеется одноимённый населённый пункт — посёлок Ставки в составе города Лиман.
К западу от населённого пункта проходит линия разграничения сил в Донбассе (см. Второе минское соглашение).

### Соседние населённые пункты по странам света

#### Под контролем ВСУ
СЗ: Новгородское
З: Новосёловка, Троицкое
ЮЗ: Верхнеторецкое

#### Под контролем ДНР
С: Широкая Балка
СВ: Озеряновка, город Горловка, Фёдоровка
В: Михайловка, Пятихатки
Ю: Пантелеймоновка, Красный Партизан

## Население
Население по переписи 2001 года составляло 34 человека.

## История
В 1945 г. Указом Президиума ВС УССР хутор Батмановка переименован в Ставки

## Местный совет
84693, Донецкая обл., Горловский городской совет, пос. Озеряновка, ул. Рихтера, 1, тел. 5-12-95. Телефонный код — 6242.